# Microporella lunifera
Microporella lunifera is een mosdiertjessoort uit de familie van de Microporellidae. De wetenschappelijke naam van de soort is voor het eerst geldig gepubliceerd in 1881 door Haswell.